# Liste der saudi-arabischen Botschafter in Frankreich
Der Botschafter des Hüters der beiden heiligen Moscheen in Frankreich, residiert in 5 Avenue Hoche, Paris.
Am 5. September 1973 besetzte eine sich als palästinensische Bestrafungs-Schwadron bezeichnende Gruppe das Gebäude in der Rue Andre Pascal und warf den in Ägypten geborenen Protokollchef aus einem Fenster des zweiten Stockwerks.
| Ernennung / Akkreditierung | Name                                                      | ernannt von            | akkreditiert während der Regierung von | Posten verlassen |
| -------------------------- | --------------------------------------------------------- | ---------------------- | -------------------------------------- | ---------------- |
| 1939                       | Fouad Bey Hamza                                           | Abd al-Aziz ibn Saud   | Albert Lebrun                          | 1942             |
| Dez. 1948                  | Rached Pharaon                                            | Abd al-Aziz ibn Saud   | Vincent Auriol                         | Okt. 1954        |
| Juni 1963                  | Rached Pharaon                                            | Saud ibn Abd al-Aziz   | Charles de Gaulle                      | Okt. 1965        |
| 1968                       | Medhat Sheikh el-Ard                                      | Faisal ibn Abd al-Aziz | Charles de Gaulle                      | 1972             |
| 29. Juli 1980              | Jamil bin Ibrahim al-Hujailan                             | Fahd ibn Abd al-Aziz   | François Mitterrand                    | 1996             |
| 1996                       | Faisal Al-Hegelan                                         | Fahd ibn Abd al-Aziz   | Jacques Chirac                         | 2003             |
| 2003                       | Mohammed bin Ismael Al Alsheikh Mohammed Ismail Al-Ashekh | Fahd ibn Abd al-Aziz   | Jacques Chirac                         |                  |